# Iraklides (Cos)
Iraklides (en griego: Δημοτική Ενότητα Ηρακλειδών, romanizado: Dimotikí Enótita Iraklidón) es uno de los tres distritos municipales del municipio griego y la isla de Cos, en el Mar Egeo. Surgió a partir del municipio de Iraklides, fundado en 1997, como parte de la reforma administrativa de 2010, el Plan Calícrates, cuando los municipios de la isla en ese momento se fusionaron para formar el municipio de Cos. El municipio de Iraklides está dividido en tres distritos: Antimaquia, Kardamena y Kéfalos.

## Geografía

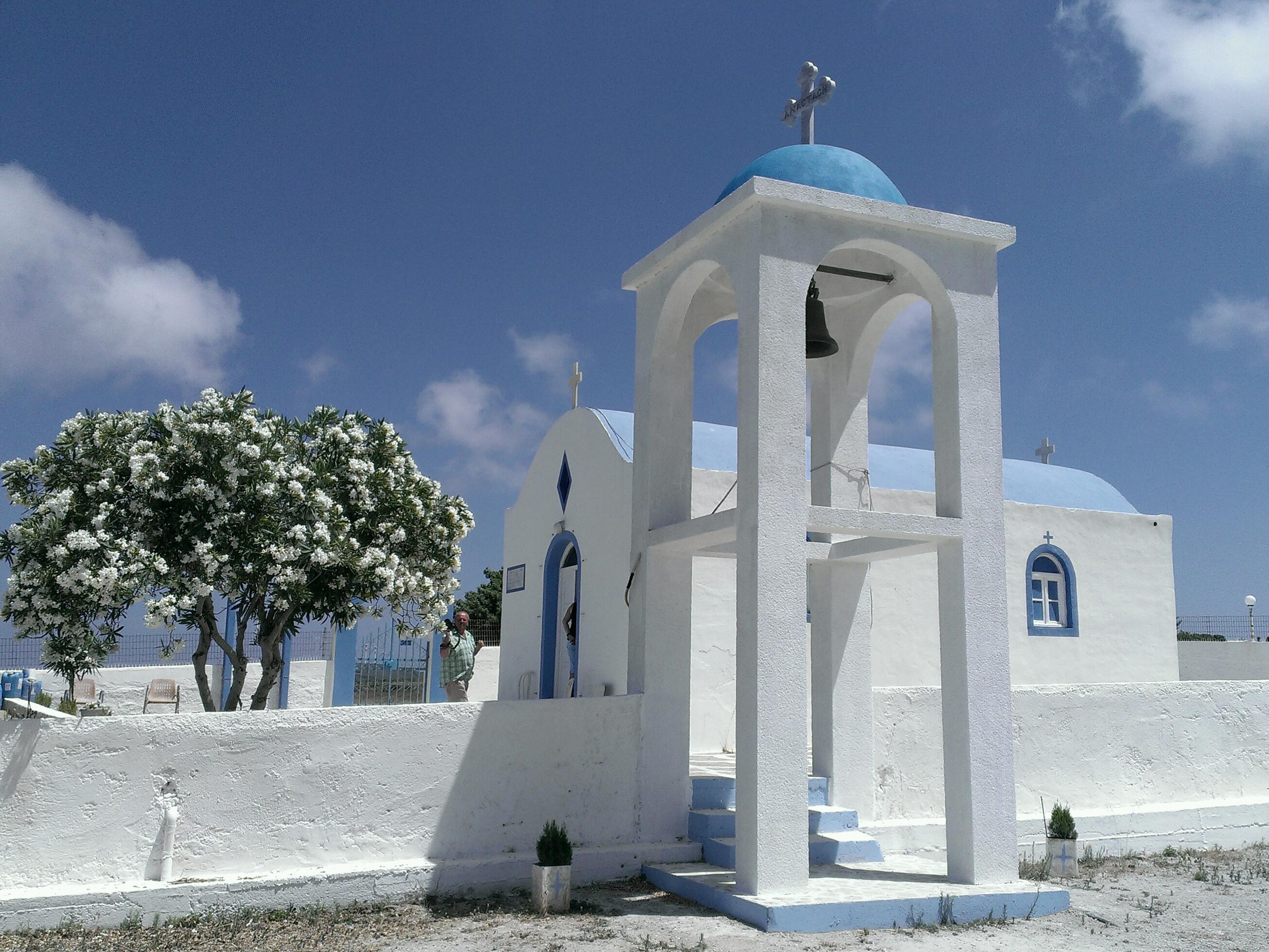
Iraklidis, Cos.

Ocupa 158.964 km². Más de la mitad de la superficie de la isla forma el municipio.
El distrito de Dikeos limita al este. La frontera, que va desde la costa sur hasta la principal cresta occidental de las montañas Dikeos, se eleva abruptamente con altitudes superiores a 700 m s. n. m. (metros sobre el nivel del mar) para continuar sus estribaciones hacia el oeste.
Desde el centro de la isla hasta la costa norte, las altitudes rara vez superan los 100 m s. n. m. El cauce seco del Evrimos forma la frontera natural con la costa norte. La península de Kéfalos, situada en el extremo occidental, se eleva a un máximo de 427 m s. n. m.

## División administrativa
El municipio de Iraklides se divide en tres distritos con siete localidades.
| Distrito   | Nombre griego                  | Código   | Área (km²) | Habitantes 2001 | Habitantes 2011 | Localidades                   |
| ---------- | ------------------------------ | -------- | ---------- | --------------- | --------------- | ----------------------------- |
| Antimaquia | Δημοτική Κοινότητα Αντιμαχείας | 64010301 | 54.000     | 2573            | 2538            | Antimaquia, Mastihari         |
| Kardamena  | Δημοτική Κοινότητα Καρδαμαίνης | 64010302 | 35.150     | 1783            | 1650            | Kardamena                     |
| Kéfalos    | Δημοτική Κοινότητα Κεφάλου     | 64010303 | 71.388     | 2607            | 2638            | Kéfalos, Kamari, Kambos, Onia |
| En total   | En total                       | 640103   | 160.538    | 6963            | 6826            |                               |

## Comunicaciones
El aeropuerto de Cos está situado en el municipio, al sur de Antimaquia.
La conexión por carretera desde el aeropuerto hacia el este hasta Cos es de unos 23 km y hasta Kéfalos, en el oeste, de unos 17 km.
Hay conexiones de ferry a las islas vecinas de Nísiros y Kálimnos desde las ciudades costeras turísticas de Kardamena en el sur y Mastihari en el norte.